# Real Federación Española de Balonmano
La Real Federación Española de Balonmano (RFEBM) es el organismo rector del balonmano y el balonmano playa en España, y la responsable de las selecciones nacionales. 

## Historia
La Federación Española de Balonmano se creó en 1941, con Emilio Suárez Marcelo como primer dirigente. A mayo de 2019, tenía 924 clubes inscritos y 99185 jugadores federados.

## Competiciones

### Balonmano masculino
Por delegación de dicha federación, la Asociación de Clubes Españoles de Balonmano (ASOBAL), organiza la principal competición masculina de clubes, Liga ASOBAL. La Federación organiza las otras dos competiciones nacionales (Copa de España y Copa del Rey) y, junto a la Federación Portuguesa, la Supercopa Ibérica, (que sustituyó a la Supercopa).
La federación también organiza las categorías más bajas del balonmano masculino español, como la División de Plata (2.°div) y la Primera Nacional (3.°div). Las divisiones regionales corren a cargo de cada federación territorial.

### Balonmano femenino
La Federación organiza las tres competiciones nacionales femeninas de clubes: Liga Guerreras Iberdrola, Copa de la Reina y, junto a la Federación Portuguesa la Supercopa Ibérica (que sustituyó a la Supercopa).
También organiza las categorías más bajas del balonmano femenino español, como la División de Oro (2.°div) y la División de Plata (3.°div). Las divisiones regionales corren a cargo de cada federación territorial.

### Competiciones para el balonmano base
La Federación, junto a un comité organizador de la zona que haya solicitado su coorganización, organiza el Campeonato Español de Selecciones Autonómicas (CESA). Se juega en las categorías infantil, cadete y juvenil masculino y femenino.

## Palmarés

### Selección nacional absoluta
| - Juegos Olímpicos: - Medalla de Bronce (5): 1996, 2000, 2008, 2020, 2024 - Campeonato Mundial: - Campeón (2): 2005, 2013 - Tercer puesto (3): 2011, 2021, 2023 - Campeonato Europeo: - Campeón (2): 2018, 2020 - Subcampeón (5): 1996, 1998, 2006, 2016, 2022 - Tercer puesto (2): 2000, 2014 | - Juegos Olímpicos: - Medalla de Bronce (1): 2012 - Campeonato Mundial: - Subcampeona (1): 2019 - Tercer puesto (1): 2011 - Campeonato Europeo: - Subcampeona (2): 2008, 2014 |

### Selecciones Nacionales Juveniles
| Masculinas - Campeonato Mundial Júnior: - Campeón (1): 2017 - Subcampeón (5): 1987, 1989, 1995, 2001, 2013 - Campeonato Mundial Juvenil: - Campeón (1): 2023 - Subcampeón (3): 2011, 2017, 2025 - Campeonato Europeo Júnior: - Campeón (4): 2012, 2016, 2022, 2024 - Subcampeón (1): 1996 - Tercer puesto (2): 2000, 2014 - Campeonato Europeo Juvenil: - Campeón (2): 1994, 2022 - Subcampeón (2): 1999, 2010 - Tercer puesto (3): 1992, 2014, 2021 | Femeninas - Campeonato Mundial Júnior: - Ninguna - Campeonato Mundial Juvenil: - Campeona (1): 2024 - Campeonato Europeo Júnior: - Subcampeona (2): 2007, 2025 - Tercer puesto (1): 2002 - Campeonato Europeo Juvenil: - Campeona (1): 1997 - Subcampeona (1): 2007 |

## Federaciones territoriales
| N.º | Comunidad Autónoma     | Federación                                                                                          | Página web |
| --- | ---------------------- | --------------------------------------------------------------------------------------------------- | --- |
| 1   | Andalucía              | Federación Andaluza de Balonmano                                                                    | fandaluzabm.org                                                                                                 |
| 2   | Aragón                 | Federación Aragonesa de Balonmano                                                                   | farbm.com |
| 3   | Principado de Asturias | Federación de Balonmano del Principado de Asturias                                                  | fbmpa.com |
| 4   | Islas Baleares         | Federación Balear de Balonmano (Federació Balear d’Handbol)                                         | fbhb.net Archivado el 29 de diciembre de 2010 en Wayback Machine.                                               |
| 5   | Islas Canarias         | Federación Canaria de Balonmano                                                                     | fecanbm.com |
| 6   | Cantabria              | Federación Cántabra de Balonmano                                                                    | fcantabrabm.com                                                                                                 |
| 7   | Castilla-La Mancha     | Federación de Balonmano de Castilla La-Mancha                                                       | fbmclm.es |
| 8   | Castilla y León        | Federación de Balonmano de Castilla y León                                                          | fcylbm.com |
| 9   | Cataluña               | Federación Catalana de Balonmano (Federació Catalana d’Handbol)                                     | fchandbol.com                                                                                                   |
| 10  | Ceuta                  | Federación Ceutí de Balonmano                                                                       | fbmceuta.com Archivado el 30 de junio de 2011 en Wayback Machine.                                               |
| 11  | Extremadura            | Federación Extremeña de Balonmano                                                                   | e-balonmano.com                                                                                                 |
| 12  | Galicia                | Federación Gallega de Balonmano (Federación Galega de Balonmán)                                     | fgbalonman.com                                                                                                  |
| 13  | La Rioja               | Federación Riojana de Balonmano                                                                     | ftrbm.org Archivado el 12 de abril de 2013 en Wayback Machine.                                                  |
| 14  | Comunidad de Madrid    | Federación Madrileña de Balonmano                                                                   | fmbalonmano.com                                                                                                 |
| 15  | Melilla                | Federación Melillense de Balonmano                                                                  | https://fbmmelilla.toools.es/                                                                                   |
| 16  | Región de Murcia       | Federación Murciana de Balonmano                                                                    | fbmrmurcia.com                                                                                                  |
| 17  | Navarra                | Federación Navarra de Balonmano                                                                     | fnavarrabm.es (enlace roto disponible en Internet Archive; véase el historial, la primera versión y la última). |
| 18  | País Vasco             | Federación Vasca de Balonmano (Euskal Eskubaloi Federazioa)                                         | fvascabm.com |
| 19  | Comunidad Valenciana   | Federación de Balonmano de la Comunidad Valenciana (Federació d’Handbol de la Comunitat Valenciana) | fbmcv.com |

## Presidentes
| N.º | Nombre                             | Periodo inicio           |
| --- | ---------------------------------- | ------------------------ |
| 1   | Emilio Suárez Marcelo              | 1 de enero de 1941       |
| 2   | Emilio García Martín               | 1 de enero de 1954       |
| 3   | José Ángel Castro Fariñas          | 1 de enero de 1956       |
| 4   | Carlos Albert Aceituno             | 20 de noviembre de 1962  |
| 5   | Alberto San Román y de La Fuente   | 24 de septiembre de 1965 |
| 6   | Félix Sánchez-Laulhe               | 24 de diciembre de 1972  |
| 7   | Roberto Tendero Llofriu            | 1 de diciembre de 1981   |
| 8   | Javier Loinaz Dolhagaray (interim) | 26 de diciembre de 1989  |
| 9   | Jesús López Ricondo                | 1 de abril de 1990       |
| 10  | Domingo Bárcenas                   | 26 de diciembre de 1992  |
| 11  | Jesús López Ricondo (2)            | 1 de noviembre de 1996   |
| 12  | Juan de Dios Román                 | 17 de diciembre de 2008  |
| 13  | Francisco V. Blázquez García       | 26 de abril de 2013      |